# Valerio Verra
Valerio Verra (Cuneo, 19 février 1928 - Rome, 20 juin 2001) est un philosophe et universitaire italien, spécialiste de l’histoire de la philosophie en particulier de la philosophie classique allemande.

## Biographie
Il étudie au lycée classique « Silvio Pellico » dans sa ville natale, où il a Luigi Pareyson comme professeur. Après avoir obtenu son diplôme, il s’inscrit à la faculté de philosophie de l’Université de Turin où il obtient son diplôme en 1949 avec une thèse intitulée Le naturalisme humaniste et expérimental de John Dewey avec, dans son jury, les rapporteurs Augusto Guzzo et Nicola Abbagnano. Dans la même université, il devient assistant, d’abord bénévole puis extraordinaire, à la chaire d’esthétique du professeur Luigi Pareyson. Entre 1954 et 1956, il effectue une période d’études à l’université de Heidelberg où il reçoit l’enseignement de Hans-Georg Gadamer.
De retour en Italie, après avoir enseigné dans les lycées d’Aoste et d’Alexandrie, il devient professeur à l’université de Trieste à partir de 1960. En 1968, il occupe la chaire d’histoire de la philosophie à l’Université de Rome La Sapienza et, à partir de 1992, à l’Université de Rome III où il est resté en fonction jusqu’en 2000, année de sa retraite de l’enseignement, où il est nommé professeur émérite,.
Verra a été membre de l’Accademia Nazionale dei Lincei et de l’Accademia delle Scienze di Torino ainsi que membre du conseil d’administration de l’ Internationale Hegel-Vereinigung. Dans les années soixante-dix, avec Carlo Sini (it) et Gianni Vattimo, il organise le Colloqui di filosofia au Collegium Phaenomenologicum de Pérouse,.
Ses études se sont principalement concentrées sur la philosophie allemande moderne et contemporaine, particulièrement sur la philosophie postkantienne. Dans ce contexte, il est l'éditeur des œuvres complètes (Gesammelte Werke) de Salomon Maimon  en sept volumes publiés entre 1965 et 1977. Il a consacré de nombreux ouvrages à l’étude de la pensée de Hegel, dont il a réévalué l’aspect systématique.

## Œuvres
- Après Kant. Il criticao nell’età preromantica, Edizione di filosofia, 1957.
- Mito, rivelazione e filosofia in J. G. Herder e nel suo tempo, Milano, Marzorati, 1957.
- F.H. Jacobi dall’illuminismo all' idealismo, Edizione di filosofia, 1963.
- L’opera e l’eredità di Hegel, Roma-Bari, Laterza, 1972.
- La filosofia italiana dal '45 a oggi, Rome, Edizioni Rai Radiotelevisione italiana, 1976.
- La dialettica nel pensiero contemporaneo, Bologne, il Mulino, 1976.
- La filosofia di Hegel, Turin, Loescher, 1979,  (ISBN 882012209X).
- Introduzione a Hegel, Roma-Bari, Laterza, 1988,  (ISBN 9788842032441).
- Lectures hégéliennes. Idea, natura e storia, Bologne, il Mulino, 1992,  (ISBN 8815036776).
- Dialettica e filosofia in Plotino, Milano, Vita e pensiero, 1993,  (ISBN 9788834305478).
- Manuel de l’histoire de la philosophie. Pour les lycées, vol. 1, Roma-Bari, Laterza, 1996. (avec Francesco Adorno et Tullio Gregory)
- Manuel de l’histoire de la philosophie. Pour les lycées, vol. 2, Roma-Bari, Laterza, 1996. (avec Francesco Adorno et Tullio Gregory)
- Manuel de l’histoire de la philosophie. Pour les lycées, vol. 3, Roma-Bari, Laterza, 1996. (avec Francesco Adorno et Tullio Gregory)
- Claudio Cesa (a cura di), Su Hegel, Bologne, il Mulino, 2004,  (ISBN 978-88-15-11619-2).
- L'idealismo tedesco, Nocera, Orthotes, 2019,  (ISBN 9788893142045).